# Érik Comas
Érik Gilbert Comas (Romans-sur-Isère, 28 settembre 1963) è un ex pilota automobilistico francese di Formula 1 e campione europeo rally auto storiche.

## Carriera
Comas inizialmente ebbe come istruttore di guida l'ex pilota francese Gerard Bacle.
Dopo aver vinto un campionato di Formula 3000 nel 1990, fu ingaggiato dalla Ligier con cui rimase per un paio d'anni, ottenendo come miglior risultato il quinto posto nel Gran Premio di Francia 1992. Poi passò alla Larrousse con cui corse dal 1993 al 1994, andando a punti in altri tre Gran Premi.
Al Gran Premio di San Marino del 1994, fermo ai box da tre giri per riparare alcune noie tecniche dovute ad un tamponamento subito, ripartì senza sapere che la corsa era stata bloccata per l'incidente di Ayrton Senna. Nessuno, né il suo team, né soprattutto i commissari lo fermarono. Giunto al Tamburello trovò la pista completamente occupata e si fermò prima dell'ambulanza che soccorreva Senna. Comas fu l'ultimo a vedere il pilota brasiliano in vita e, dopo questo episodio, rimase profondamente sconvolto. Fu una decisione dello stesso Comas quella di ritornare a piedi ai box e di non prendere parte alla ripartenza della gara. 
Viste le terribili conseguenze dell'incidente di Senna, che due anni prima tra l'altro lo aveva soccorso dopo un grave incidente in Belgio, Comas decise di lasciare la Formula 1 subito dopo il week-end imolese, per poi essere convinto da Gérard Larrousse a continuare fino alla fine della stagione. Dopo aver conquistato il suo ultimo punto mondiale nel Gran Premio di Germania, chiuse l'annata con il Gran Premio del Giappone, poiché nel successivo Gran Premio di Australia lasciò la sua vettura al pilota svizzero Jean-Denis Délétraz. 
Nel 1995 Comas viene ingaggiato da DAMS per partecipare al Campionato di Formula 1 1995 insieme a Jan Lammers per guidare la DAMS GD-01 ma il team si ritirò a causa dei problemi dei fondi, nonostante i test fatti a Circuit de la Sarthe e al Paul Ricard.
Da allora Comas disputò solo competizioni con vetture a ruote coperte, specializzandosi in particolare nelle gare Gran Turismo nipponiche dove divenne pilota ufficiale Nissan e due volte Campione del Giappone.
Nel 2010 fu il primo a vincere una gara FIA con una macchina 100% elettrica e nel 2011, sempre su Tesla Roadster, vinse nuovamente il Rallye Monte Carlo des Véhicules à Énergie Alternative relativamente alla categoria riservata ai veicoli elettrici.
Da sempre appassionato di rallies, Erik Comas scopre una seconda giovinezza al comando di una Lancia Stratos realizzando i suoi sogni di ragazzino: crea il sito Lanciastratos.com, scrive il libro Lancia Stratos, Mythe et réalité, vince il campionato italiano rally auto storiche nel 2015, la centesima edizione della Targa Florio nel 2016 e si aggiudica il titolo Europeo Rally auto storiche nel 2017.

## Palmares
- Campione di Francia Karting classe blu 1983
- Campione di Francia di Formula Renault Turbo 1986
- Campione di Francia di Superproduction su Renault 5 Turbo Philips 1987
- Campione di Francia di Formula 3 su Dallara Alfa Roméo 1988
- Vice campione Intercontinentale di Formula 3000 su Lola Mugen 1989. 39 punti a pari merito con il francese Jean Alesì ma con 2 vittorie contro le 3 del connazionale.
- Campione Intercontinentale di Formula 3000 su Lola Mugen 1990
- 1992 Campionato mondiale F1 su Ligier-Renault, 4 punti ed 11º in classifica finale.
- 1993 Campionato mondiale F1 su Larousse-Lamborghini, 1 punto e 20º in classifica finale
- 1994 Campionato mondiale F1 su Larousse-Ford, 2 punti e 23º in classifica finale
- Campione del Giappone JGTC (GT 500) su Nissan GTR Pennzoil 1998
- Campione del Giappone JGTC su Nissan GTR Pennzoil 1999
- Campione Italiano rallyes auto storiche su Lancia Stratos 2015
- Campione Europeo rallyes auto storiche su Lancia Stratos 2017

## Risultati in Formula 1
| 1991 | Scuderia | Vettura |    |     |    |    |   |    |    |    |     |    |     |    |    |     |     |    |  | Punti | Pos. |
| ---- | -------- | ------- | -- | --- | -- | -- | - | -- | -- | -- | --- | -- | --- | -- | -- | --- | --- | -- |  | ----- | ---- |
| 1991 | Ligier   | JS35    | NQ | Rit | 10 | 10 | 8 | NQ | 11 | NQ | Rit | 10 | Rit | 11 | 11 | Rit | Rit | 18 |  | 0     |      |

| 1992 | Scuderia | Vettura |   |   |     |     |   |    |   |   |   |   |     |    |     |     |     |     |  | Punti | Pos. |
| ---- | -------- | ------- | - | - | --- | --- | - | -- | - | - | - | - | --- | -- | --- | --- | --- | --- |  | ----- | ---- |
| 1992 | Ligier   | JS37    | 7 | 9 | Rit | Rit | 9 | 10 | 6 | 5 | 8 | 6 | Rit | NP | Rit | Rit | Rit | Rit |  | 4     | 11º  |

| 1993 | Scuderia  | Vettura |     |    |   |     |   |     |   |    |     |     |     |     |   |    |     |    |  | Punti | Pos. |
| ---- | --------- | ------- | --- | -- | - | --- | - | --- | - | -- | --- | --- | --- | --- | - | -- | --- | -- |  | ----- | ---- |
| 1993 | Larrousse | LH93    | Rit | 10 | 9 | Rit | 9 | Rit | 8 | 16 | Rit | Rit | Rit | Rit | 6 | 11 | Rit | 12 |  | 1     | 20º  |

| 1994 | Scuderia  | Vettura |   |   |     |    |     |     |     |     |   |   |     |   |     |     |   |  |  | Punti | Pos. |
| ---- | --------- | ------- | - | - | --- | -- | --- | --- | --- | --- | - | - | --- | - | --- | --- | - |  |  | ----- | ---- |
| 1994 | Larrousse | LH94    | 9 | 6 | Rit | 10 | Rit | Rit | Rit | Rit | 6 | 8 | Rit | 8 | Rit | Rit | 9 |  |  | 2     | 23º  |

| Legenda | 1º posto     | 2º posto | 3º posto    | A punti         | Senza punti/Non class.  | Grassetto – Pole position Corsivo – Giro più veloce |
| Legenda | Squalificato | Ritirato | Non partito | Non qualificato | Solo prove/Terzo pilota | Grassetto – Pole position Corsivo – Giro più veloce |

## Risultati nella 24 ore di Le Mans
| Anno | Team                       | Co-Piloti                                 | Auto                      | Classe | Giri | Pos. | Classe Pos. |
| ---- | -------------------------- | ----------------------------------------- | ------------------------- | ------ | ---- | ---- | ----------- |
| 1995 | Société Larbre Compétition | Jean-Pierre Jarier Jesús Pareja           | Porsche 911 GT2 Evo       | GT1    | 64   | DNF  | DNF         |
| 1997 | NISMO                      | Kazuyoshi Hoshino Masahiko Kageyama       | Nissan R390 GT1           | GT1    | 294  | 12°  | 5°          |
| 1998 | NISMO                      | Jan Lammers Andrea Montermini             | Nissan R390 GT1           | GT1    | 342  | 6°   | 6°          |
| 1999 | NISMO                      | Michael Krumm Satoshi Motoyama            | Nissan R391               | LMP    | 110  | DNF  | DNF         |
| 2002 | PlayStation Team Oreca     | Olivier Beretta Pedro Lamy                | Dallara SP1-Judd          | LMP900 | 359  | 5°   | 4°          |
| 2004 | Pescarolo Sport            | Soheil Ayari Benoît Tréluyer              | Pescarolo C60-Judd        | LMP1   | 361  | 4°   | 4°          |
| 2005 | Pescarolo Sport            | Emmanuel Collard Jean-Christophe Boullion | Pescarolo C60 Hybrid-Judd | LMP1   | 368  | 2°   | 2°          |
| 2006 | Pescarolo Sport            | Emmanuel Collard Nicolas Minassian        | Pescarolo C60 Hybrid-Judd | LMP1   | 352  | 5°   | 4°          |